# Stulisz
Stulisz (Sisymbrium L.) – rodzaj roślin z rodziny kapustowatych (Brassicaceae). Obejmuje 41 do 48 gatunków. Rośliny te występują naturalnie w strefach umiarkowanych i subtropikalnych na Starym Świecie, poza tym w Ameryce Północnej i jako rośliny introdukowane na innych kontynentach. W Polsce dwa gatunki rosną jako rodzime, a 7 dalszych jako przybysze zadomowieni lub przejściowo zawlekani.
Znaczenie użytkowe miał dawniej stulisz lekarski S. officinale wykorzystywany jako roślina lecznicza, w tym stosowana przeciw szkorbutowi.

## Rozmieszczenie geograficzne
Zasięg rodzaju obejmuje cały Stary Świat z wyłączeniem strefy tropikalnej. W Europie rośnie 20 gatunków, przy czym na Wyspach Brytyjskich i Islandii są obecne tylko gatunki introdukowane. W Azji rodzaj obecny jest niemal na całym kontynencie z wyjątkiem południowo-wschodniej części, w samych Chinach rośnie 9 gatunków rodzimych. Szereg gatunków obecnych jest w północnej i północno-wschodniej Afryce, poza tym pojedyncze gatunki rodzime rosną w południowej Afryce i jeden gatunek rodzimy występuje w zachodniej części Ameryki Północnej. Jako rośliny introdukowane stulisze obecne są na wszystkich kontynentach z wyjątkiem Antarktydy.
Gatunki flory Polski
- stulisz austriacki Sisymbrium austriacum Jacq. – efemerofit
- stulisz gładki Sisymbrium irio L. – efemerofit
- stulisz lekarski Sisymbrium officinale (L.) Scop. – antropofit zadomowiony
- stulisz Loesela Sisymbrium loeselii L. – antropofit zadomowiony
- stulisz miotłowy Sisymbrium polymorphum (Murray) Roth
- stulisz nadwołżański Sisymbrium wolgense M.Bieb. ex E.Fourn. ≡ Sisymbrium volgense M.Bieb. ex E.Fourn. – antropofit zadomowiony
- stulisz pannoński, s. szczotkowaty Sisymbrium altissimum L. – antropofit zadomowiony
- stulisz sztywny Sisymbrium strictissimum L.
- stulisz wschodni Sisymbrium orientale L. – efemerofit

## Morfologia

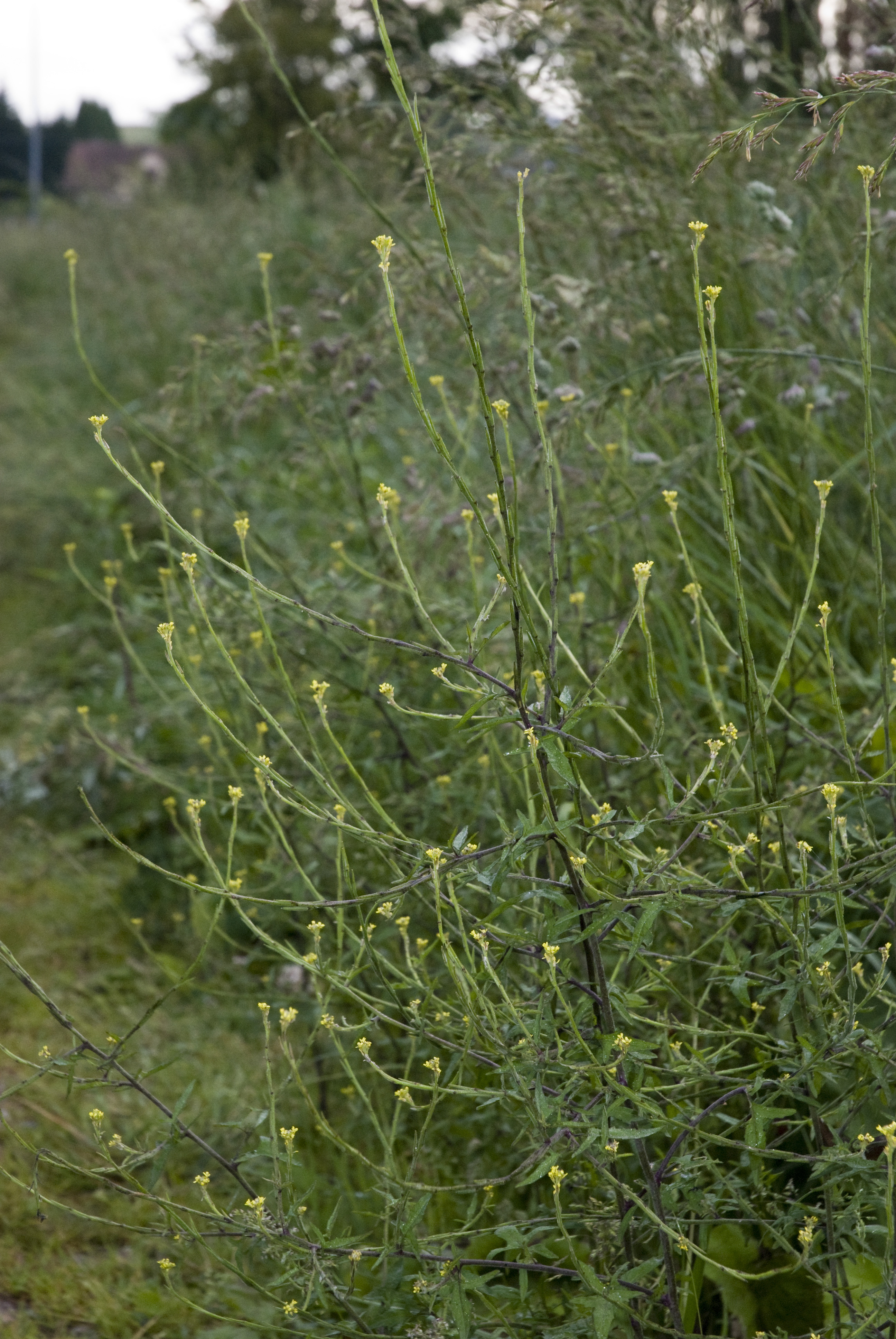
Stulisz lekarski

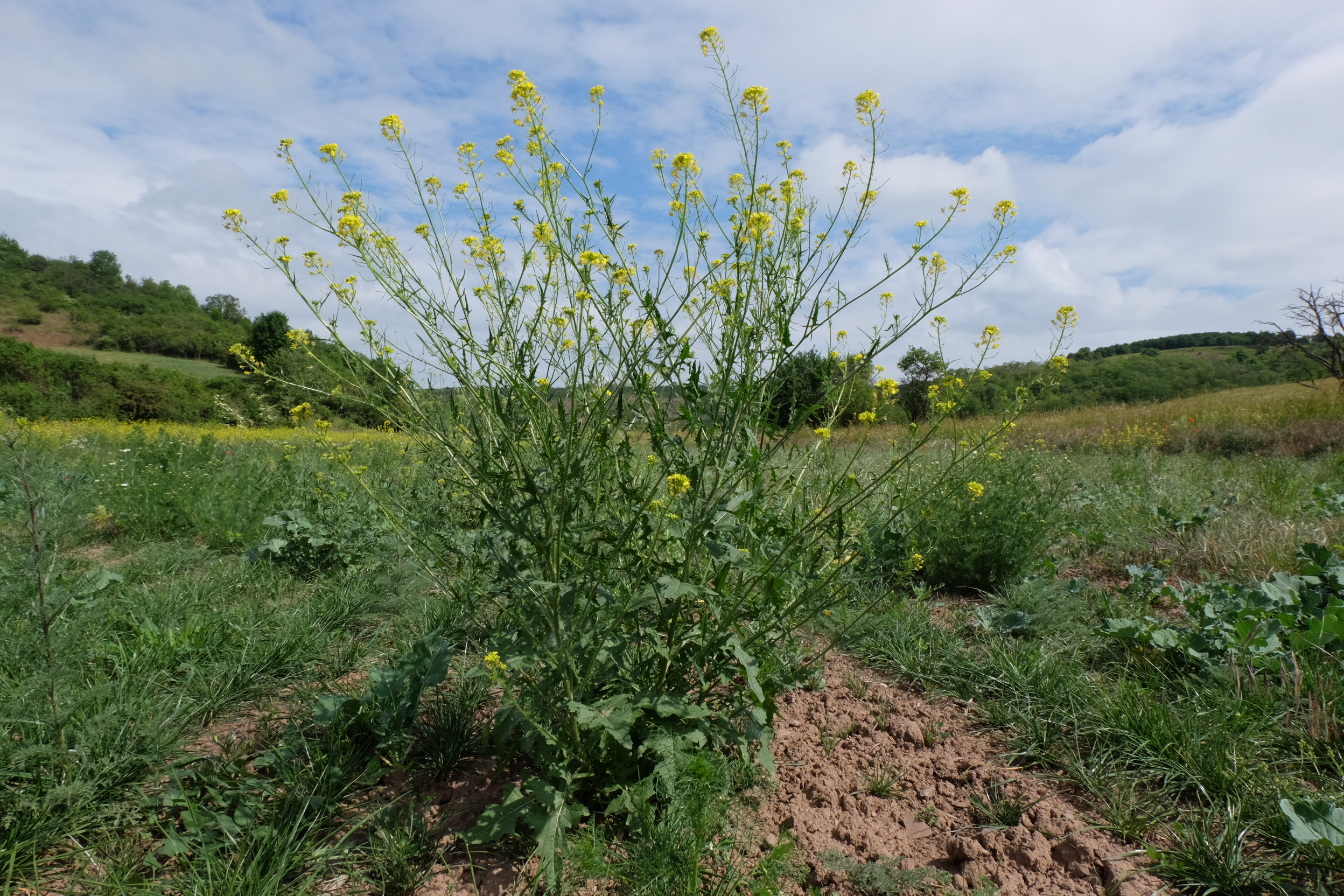
Stulisz Loesela

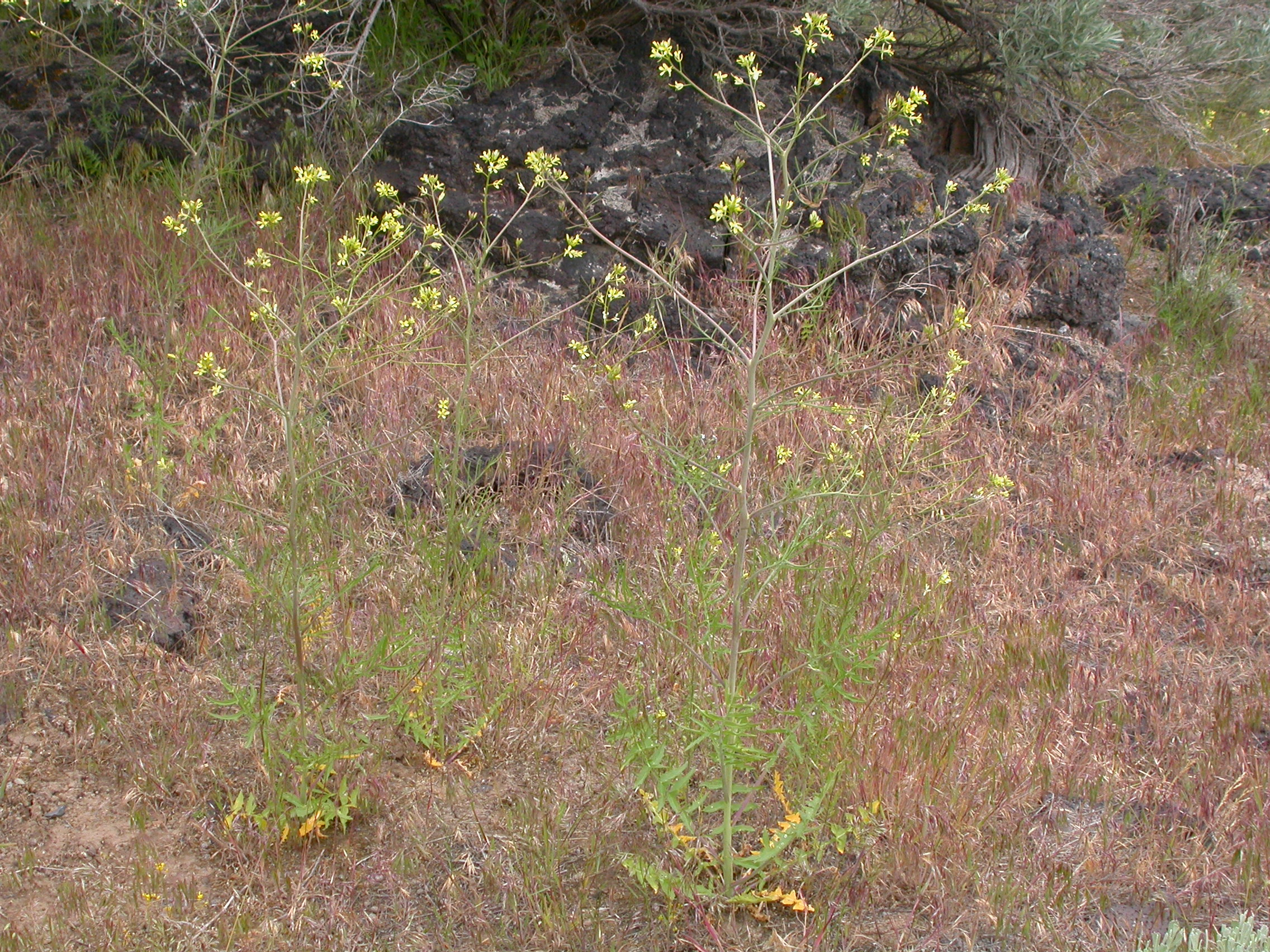
Stulisz pannoński

PokrójRośliny zielne (jednoroczne, dwuletnie i byliny), rzadko drewniejące u nasady (półkrzewy). Łodyga nierozgałęziona lub rozgałęziona, zwykle w górnej części, prosto wzniesiona, podnosząca się lub rzadziej płożąca, owłosiona (wówczas włoski pojedyncze) lub naga.
LiścieOdziomkowe i łodygowe. Odziomkowe liście bywają skupione w rozetę przyziemną i są ogonkowe. Liście łodygowe są zwykle podobne, różnią się zwykle tylko wielkością (im wyższe tym są mniejsze), górne są też siedzące. Blaszka jest wcinano ząbkowana do pierzastodzielnej.
KwiatyZebrane w grono, często wydłużające się znacząco podczas owocowania. Szypułki są cienkie lub grube, wzniesione i czasem przylegające do osi kwiatostanu albo mniej lub bardziej odgięte. Kwiaty rzadko wsparte są przysadkami. Działki kielicha 4, prosto wzniesione lub odgięte, jajowate lub eliptyczne, wewnętrzne nieco u niektórych gatunków woreczkowato rozdęte u nasady. Płatki korony 4, żółte, rzadko białe lub różowe, z paznokciem podobnej długości lub dłuższym od działek kielicha. Rozszerzona część płatków zaokrąglona, jajowata lub łopatkowata, na szczycie zaokrąglona lub wycięta. Pręcików 6, z czego cztery dłuższe, u nasady z czterema miodnikami zrośniętymi w formie pierścienia. Pylniki podługowate z tępym wierzchołkiem. W górnej zalążni znajduje się od 6 do 160 zalążków. Szyjka słupka krótka, walcowata, stożkowata lub maczugowata, zakończona znamieniem główkowatym, mniej lub bardziej rozwidlonym.
OwoceWielonasienne łuszczyny równowąskie lub zwężające się ku szczytowi. Nasiona jednorzędowe, eliptycze lub jajowate, z łupiną brodawkowaną lub siateczkowatą, bez skrzydełka.

## Systematyka
Pozycja systematyczna

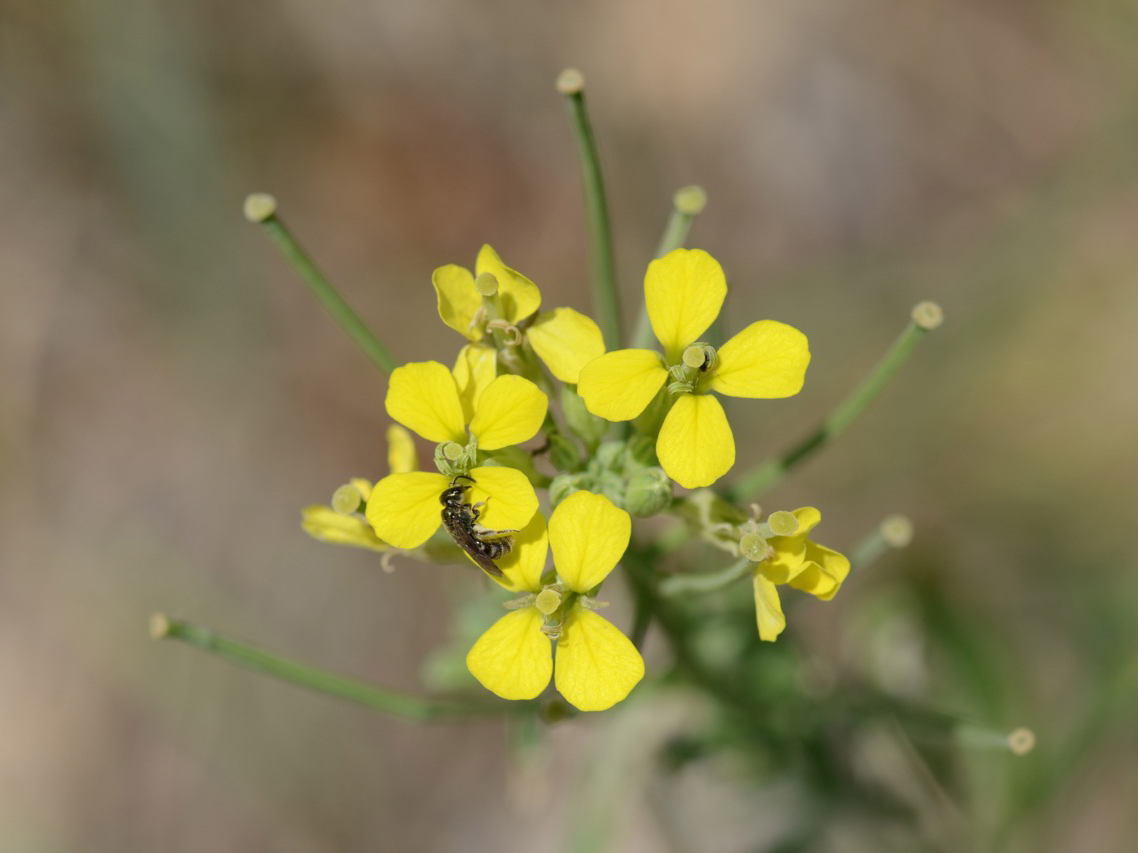
Sisymbrium orientale

Rodzaj z rodziny   kapustowatych (Brassicaceae) z rzędu kapustowców (Brassicales). W obrębie rodziny klasyfikowany do plemienia Sisymbrieae.
Wykaz gatunków
- Sisymbrium afghanicum Gilli
- Sisymbrium altissimum L. – stulisz pannoński
- Sisymbrium assoanum Loscos & J.Pardo
- Sisymbrium austriacum Jacq. – stulisz austriacki
- Sisymbrium brassiciforme C.A.Mey.
- Sisymbrium burchellii DC.
- Sisymbrium capense Thunb.
- Sisymbrium cavanillesianum Castrov. & Valdés Berm.
- Sisymbrium chrysanthum Jord.
- Sisymbrium crassifolium Cav.
- Sisymbrium damascenum Boiss. & Gaill.
- Sisymbrium dissitiflorum O.E.Schulz
- Sisymbrium elatum K.Koch
- Sisymbrium erucastrifolium (Rupr.) Trautv.
- Sisymbrium erysimoides Desf.
- Sisymbrium gamosepalum Hedge
- Sisymbrium gaubae Rech.f. & Bornm.
- Sisymbrium heteromallum C.A.Mey.
- Sisymbrium hispanicum Jacq.
- Sisymbrium integerrimum Rech.f. & Aellen
- Sisymbrium irio L. – stulisz gładki
- Sisymbrium isatidifolium Blanca, Cueto & J.Fuentes
- Sisymbrium isfarense Vassilcz.
- Sisymbrium kermanicum Khodash. & Mirtadz.
- Sisymbrium lasiocalyx Prokh.
- Sisymbrium leucocladum (Boiss.) D.A.German & Al-Shehbaz
- Sisymbrium linifolium (Nutt.) Nutt.
- Sisymbrium lipskyi N.Busch
- Sisymbrium loeselii L. – stulisz Loesela
- Sisymbrium luteum (Maxim.) O.E.Schulz
- Sisymbrium macroloma Pomel
- Sisymbrium malatyanum Mutlu & Karakuş
- Sisymbrium maurum Maire
- Sisymbrium maximum Hochst. ex E.Fourn.
- Sisymbrium nepalense Al-Shehbaz
- Sisymbrium officinale (L.) Scop. – stulisz lekarski
- Sisymbrium orientale L. – stulisz wschodni
- Sisymbrium pallescens Jord.
- Sisymbrium pinnatisectum Vassilcz. & V.I.Dorof. ex Saksonov
- Sisymbrium polyceratium L.
- Sisymbrium polymorphum (Murray) Roth – stulisz miotłowy
- Sisymbrium reboudianum Verl.
- Sisymbrium septulatum DC.
- Sisymbrium strictissimum L. – stulisz sztywny
- Sisymbrium subspinescens Bunge
- Sisymbrium turczaninowii Sond.
- Sisymbrium volgense M.Bieb. ex E.Fourn. – stulisz nadwołżański
- Sisymbrium yunnanense W.W.Sm.